# Mepachymerus wui
Mepachymerus wui är en tvåvingeart som beskrevs av Shu Wen An och Yang 2007. Mepachymerus wui ingår i släktet Mepachymerus och familjen fritflugor. Inga underarter finns listade i Catalogue of Life.